# Хинсдејл (Илиноис)
Хинсдејл (енгл. Hinsdale) град је у америчкој савезној држави Илиноис.

## Демографија
По попису из 2010. године број становника је 16.816, што је 533 (-3,1%) становника мање него 2000. године.
| Група             | 2000.          | 2010.          |
| Белци             | 15.884 (91,6%) | 14.663 (87,2%) |
| Афроамериканци    | 136 (0,8%)     | 216 (1,3%)     |
| Азијати           | 777 (4,5%)     | 1.077 (6,4%)   |
| Хиспаноамериканци | 414 (2,4%)     | 592 (3,5%)     |
| Укупно            | 17.349         | 16.816         |